# 350纳米制程
350纳米制程，又稱0.35微米製程，是半导体制造制程的一个水平，大约于1995年至1996年左右达成。 这一制程由当时领先的半导体公司如英特尔和IBM所完成。

## 具有350纳米制程的产品
- 英特尔Pentium Pro、Pentium（P54CS，1995年）和最初的Pentium IICPU（Klamath，1997年）使用这个制程。
- AMD K5（1996年）和最初的AMD K6（Model 6，1997年）CPU。
- NEC VR4300（英语：NEC VR4300），用于任天堂64游戏机。
- Parallax Propeller（英语：Parallax Propeller），8核微控制器。[3]
- RIVA 128，NVIDIA於1997年推出的顯示晶片
- RIVA TNT，NVIDIA於1998年推出的顯示晶片